# São Vicente (Cap Verd)
São Vicente és un municipi de Cap Verd amb una població d'aproximadament 76.000 persones, i la seva ciutat més gran és Mindelo. Abasta tota l'illa de São Vicente i la veïna illa de Santa Luzia, així com els illots Branco i Raso, tots en el grup de Barlavento.
Posseeix també una important indústria de manufactures, pesquera i agricultura. El Dia del Municipi (Dia do Município) és el 22 de gener.

## Toponímia
São Vicente pren el nom del dia del seu descobriment, el 22 de gener que en el santoral és Sant Vicent.

## Demografia
La població ha evolucionat segons la següent taula:
| Gràfica d'evolució demogràfica de São Vicente entre 1940 i 2010 |
|                                                                 |

## Subdivisions
El municipi consta d'una sola freguesia (parròquia), Nossa Senhora da Luz, que cobreix la totalitat de l'illa i que és dividida en els següents eatabliments:
- Baía das Gatas
- Lameirão
- Mindelo
- Monte Verde/Pé de Verde
- Ribeira Julião
- Ribeira de Calhau (inclou les petites illes de l'est)
- Ribeira de Vinha
- Salamansa
- São Pedro

## Agermanaments
- Coimbra
- Felgueiras
- Mafra
- Portalegre
- Portimão
- Porto
- Santa Cruz
- Vagos,